# Cunaxa guanotoleranta
Cunaxa guanotoleranta är en spindeldjursart som beskrevs av Sergeyenko 2009. Cunaxa guanotoleranta ingår i släktet Cunaxa och familjen Cunaxidae. Inga underarter finns listade i Catalogue of Life.